# گورنگه لوپیژه
گورنگه لوپیژه (به صربی: Gornje Lopiže) یک منطقهٔ مسکونی در صربستان است که در سینیتسا واقع شده‌است. گورنگه لوپیژه ۵۷ نفر جمعیت دارد.